# Premio Jóvenes Abogados "Antonio Hernández-Gil"
El Premio Jóvenes Abogados Antonio Hernández-Gil es un premio nacional que reconoce a los jóvenes abogados en su formación, su conocimiento del Derecho y en la práctica de la abogacía.

## Historia
El premio fue creado por los Colegios de Abogados de España, el Consejo General de la Abogacía Española (CGAE) y la compañía Nueva Mutua Sanitaria en el año 2021 para reconocer la excelencia de los abogados jóvenes dentro de la abogacía española. El objetivo del premio es el reconocimiento a la excelencia de la práctica de la abogacía entre los abogado jóvenes.
El premio lleva el nombre del abogado y catedrático Antonio Hernández-Gil Álvarez-Cienfuegos, decano del Colegio de Abogados de Madrid, vicepresidente del Consejo General de la Abogacía Española (CGAE), académico de número de la Real Academia de Jurisprudencia y Legislación (RAJyL) y doctor honoris causa por la Universidad Pontificia de Comillas
Para ser aspirante al Premio Jóvenes Abogados se requiere estar en posesión del título de abogado, estar colegiado en un colegio de abogados y ejercer como abogado. Se tiene en cuenta tener una excelente trayectoria en su formación, un conocimiento excelente del derecho y el ejercicio de la abogacía.
El Premio Jóvenes Abogados es un premio de ámbito nacional en toda España, a diferencia de otros de ámbito autonómico o municipal, como en el caso del Premio Extraordinario Futuros Abogados y Abogadas de Barcelona del ICAB otorgado por el Colegio de la Abogacía de Barcelona (ICAB) que es de ámbito barcelonés.
Según los datos del CGAE, en el año 2020 había alrededor de 250.000 abogados colegiados en toda España, de los cuales 154.000 eran abogados colegiados ejercientes y 95.000 abogados colegiados no ejercientes.

## Galardonados
En el año 2021 diecisiete jóvenes abogados de toda España fueron reconocidos con el premio. En el año 2022 fueron dieciséis los jóvenes abogados de toda España que fueron reconocidos con este galardón nacional.